# Clark Tippet
Clark Tippet (Parsons, 5 ottobre 1954 – Parsons, 28 gennaio 1992) è stato un danzatore e coreografo statunitense, primo ballerino dell'American Ballet Theatre dal 1976 al 1992.

## Biografia
Nato e cresciuto in Kansas, Clark Tippet iniziò a ballare all'età di cinque anni e a undici si trasferì a New York per studiare alla National Academy of Ballet di Thalia Mara. Nel 1972 fu scritturato dall'American Ballet Theatre, di cui divenne solista nel 1975 e primo ballerino nel 1976.
Dopo una pausa di quattro anni, trascorsi combattendo la propria tossicodipendenza e danzando come étoile ospite in diverse compagnie negli Stati Uniti, Israele e Australia, nel 1982 tornò a danzare con il Ballet Theatre, in cui il suo repertorio annoverava balletti di Kenneth MacMillan, Michail Baryšnikov, Antony Tudor, Jerome Robbins, Martine van Hamel, David Gordon e David Parsons. Fece il suo debutto come coreografo nel 1986 e firmò cinque nuovo balletti per la compagnia: Bruch Violin Concerto No. 1, Enough Said, Rigaudon, S.P.E.B.S.Q.S.A. e Some Assembly Required. 
Al momento della sua morte, avvenuta all'età di 37 anni a causa dell'AIDS, veniva considerato un coreografo molto promettente, tanto da essere sovvenzionato dal National Endowment for the Arts nel 1990.